# Rurōni Kenshin: Meiji kenkaku romantan - Ishin gekitō-hen
Rurōni Kenshin: Meiji kenkaku romantan - Ishin gekitō-hen (るろうに剣心 -明治剣客浪漫譚- 維新激闘編?) è un videogioco pubblicato dalla Sony Computer Entertainment per Sony PlayStation il 29 novembre 1996, e il 6 agosto 1998 nella collana Playstation the Best. Il videogioco è stato pubblicato esclusivamente in Giappone. Il videogioco è ispirato al manga e anime Kenshin samurai vagabondo.

## Personaggi
- Himura Kenshin
- Sagara Sanosuke
- Zanza the Gangster
- Udou Jin-e
- Hyottoko
- Hannya
- Shikijou
- Shinomori Aoshi
- Kamiya Kaoru
- Hajime Saitou

## Colonna sonora
Sigla di apertura
- Sobakasu cantata da Judy & Mary

Sigla di chiusura
- Heart of Sword ~ Yoake Mae cantata da T.M. Revolution